# Lady Windermere legyezője (film, 1925)
A Lady Windermere legyezője (eredeti cím: Lady Windermere’s Fan) 1925-ben bemutatott fekete-fehér amerikai némafilm, Oscar Wilde 1892-es azonos című színpadi vígjátéka alapján, Ernst Lubitsch rendezésében. 
Lord et Lady Windermere rendezett viszonyok között éli a londoni úri társaság megszokott mondén életét. Megjelenik a kissé idős, de most is szép és botrányos hírű Mrs. Erlynne. Lady Windermere-t aggódni kezd, hogy férje túl sok időt tölt a hölgy társaságában. Az ifjú feleség nem gyanítja, hogy Mrs. Erlynne valójában az anyja, aki sok éves külföldi tartózkodás és társadalmi elszigeteltség után tért vissza Angliába.
Ernst Lubitsch német filmrendező 1922-ben átszerződött Amerikába, és ottani némafilmjeiben sajátos stílust alakított ki, „megteremtette a könnyed, ironikus nemtörődömség műfaját.” Ez a filmje is vígjáték. A finom szellemesség és az emberi gyengeségek ironikus ábrázolása jellemzi Oscar Wilde stílusát, így ezt az 1892-ben bemutatott vígjátékát is, melynek alapján a film készült.

## Főbb szereplők
| Szerep                   | Színész          |
| ------------------------ | ---------------- |
| Lord Darlington          | Ronald Colman    |
| Lady Margaret Windermere | May McAvoy       |
| Lord Windermere          | Bert Lytell      |
| Mrs. Edith Erlynne       | Irene Rich       |
| Lord Augustus Lorton     | Edward Martindel |
| Berwick hercegné         | Carrie Daumery   |
| Lady Plymdale            | Billie Bennett   |
| Mrs. Cowper-Cowper       | Helen Dunbar     |